# Анастасия (сестра Константина I)
Анастасия (лат. Anastasia, род. после 293 — ум. после 316) — единокровная сестра императора Константина I. Была дочерью императора Констанция Хлора и его второй жены, Флавии Максимианы Феодоры. Её родными братьями были Юлий Констанций, Далмаций Старший, Ганнибалиан Старший, сестрами — Констанция и Евтропия. Согласно информации Анонима Валезия, Анастасия была замужем за неким сенатором Бассианом, которого Константин I задумал сделать цезарем и, дав ему в управление Италию, создать буферную зону между своими владениями и владениями Лициния. Бассиан, однако, подговариваемый Лицинием, организовал заговор против Константина, который был раскрыт. Бассиан был казнён, и о его жене Анастасии не сохранилось дальнейших сведений.
В её честь были названы Анастасиевы бани в Константинополе.